# رسم الصفا
رسم الصفا  قرية سوريّة تتبع إداريّاً لمحافظة حلب منطقة جبل سمعان ناحية تل الضمان، بلغ تعداد سكانها 653 نسمة حسب التعداد السكاني لعام 2004.